# Persepolis
Koordinaten: 29° 56′ 4″ N, 52° 53′ 29″ O

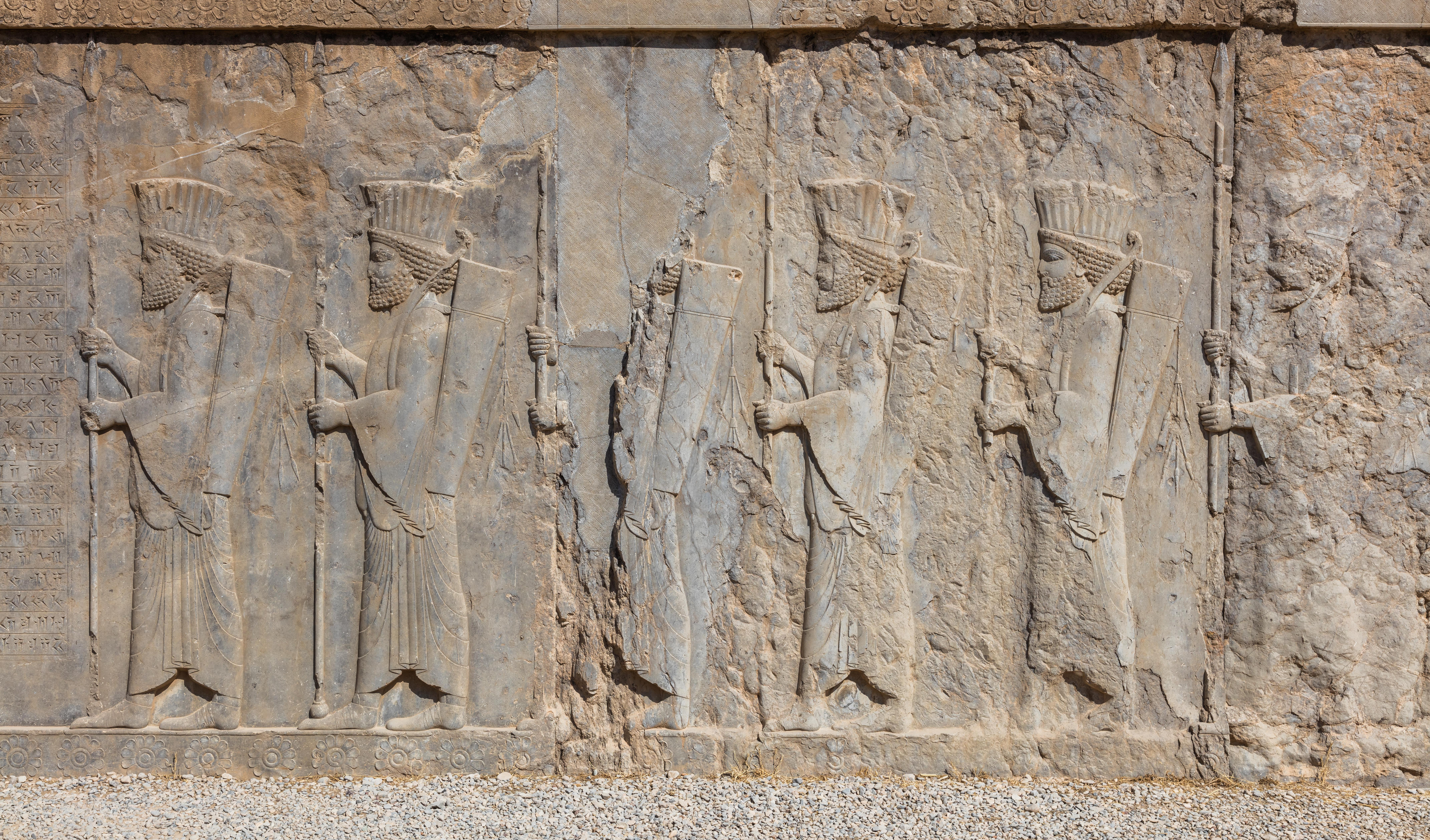
Detail eines Reliefs der Apadana-Stiegenaufgänge

Die altpersische Residenzstadt Persepolis (persisch تخت جمشيد Tacht-e Dschamschid, DMG Taḫt-e Ǧamšīd, ‚Thron des Dschamschid‘, altpersisch: Parsa) war eine der Hauptstädte des antiken Perserreichs unter den Achämeniden und wurde 520 v. Chr. von Dareios I. im Süden Irans in der Region Persis gegründet. Der Name „Persepolis“ stammt aus dem Griechischen und bedeutet „Stadt der Perser“; der persische Name bezieht sich auf Dschamschid, einen persischen König aus mythologischer Vorzeit, von dessen fliegendem Thron abgestürzte Überreste den Ort gebildet haben sollen. Ein weiterer Name aus dem Mittelalter war Čehel-menār (persisch چهل منار) mit der Bedeutung Vierzig Minarette.
Als man die frühere Residenz von Pasargadae um 50 km hierher verlegte, wurde am Fuße des Berges Kuh-e Mehr, oder auch Kuh-e Rahmat (mit derselben Bedeutung aus dem Arabischen), eine 15 ha große Terrasse angelegt. Über 14 Gebäude sind auf der Plattform unter Dareios I. und seinen Nachfolgern, u. a. Xerxes I., Artaxerxes I. und Artaxerxes II. errichtet worden. Weitere Paläste wurden unmittelbar am Fuß der Terrasse ausgegraben. Die Palaststadt wurde 330 v. Chr. durch Alexander den Großen zerstört, aber ihre (teils wiederaufgebauten) Reste können auch heute noch besichtigt werden. Da bei der Zerstörung die Bewässerungsanlagen ebenfalls vernichtet worden waren, wurden die Gebäude weitgehend vom Wüstensand bedeckt und dadurch konserviert. Sie zählen zum UNESCO-Welterbe und sind rund 60 km nordöstlich der Großstadt Schiras auf der Hochebene nahe der Stadt Marvdascht in der Provinz Fars (900 km südlich von Teheran) zu besichtigen.

## Geschichte

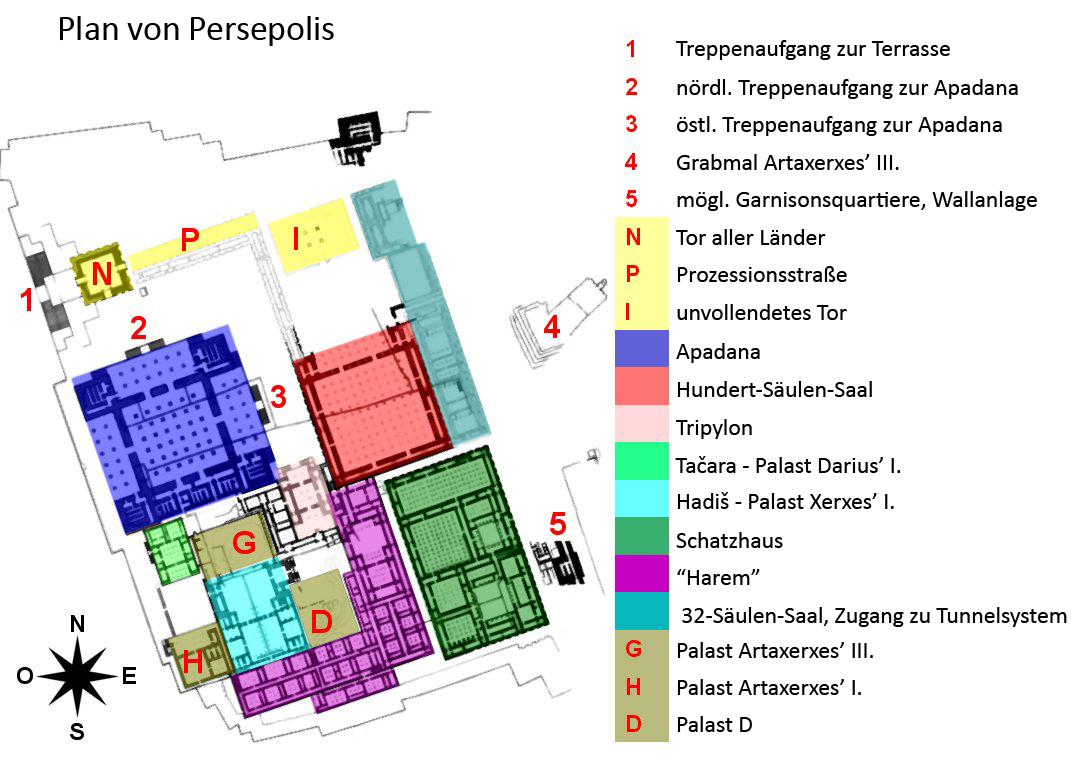
Plan der Terrasse von Persepolis. Der „Harem“ oder „Haremspalast“ ist der Beamtenwohntrakt

Das Achämenidenreich wurde von Kyros II. dem Großen gegründet und reichte unter Dareios I. um 520 v. Chr. von Kleinasien und Ägypten bis zum Indus.
Persepolis ist ein Glanzlicht der altpersischen Kultur und Politik der Achämeniden. Die Palaststadt ist noch heute ein Identifikationsort für viele Iraner, obwohl oder gerade weil sie weit in die vor-islamische Zeit zurückreicht.
Die letzte Bauphase erfolgte etwa zwischen 450 und 330 v. Chr. Nach 200-jährigem Bestand wurde Persepolis 330 v. Chr. von den Truppen Alexanders des Großen geplündert und in Brand gesteckt. Bereits in der Antike wurde gerätselt, ob Alexander den Brand und die Plünderung initiierte. Es gibt Quellen, die berichten, dass sich der Schatzmeister von Persepolis kurz vor Alexanders Ankunft in Persepolis ihm unterwarf und alle Schätze anbot, in der Hoffnung, die Stadt retten zu können. Alexander schlug das Angebot jedoch aus. Nachträglich wurde die Zerstörung Persepolis’ als Rache für die Zerstörung der athenischen Akropolis während der Perserkriege 480/79 v. Chr. gedeutet.
Der letzte Schah von Iran, Mohammad Reza Pahlavi, ließ 1971 Teile von Persepolis zur 2500-Jahr-Feier der Iranischen Monarchie restaurieren und mit touristischer Infrastruktur, Parkplätzen und Geschäften ausstatten. Die acht Jahre später einsetzende islamische Revolution ließ allerdings die Besucherzahlen auf etwa ein Zehntel (einige Hundert pro Tag) der ursprünglichen Größe sinken.
Die kunstvollen Gebäude und Paläste entstanden auf einer künstlichen Terrasse von 300 × 500 Metern, meisterhaft aus Stein gehauen und nur mit einer hohen Backsteinmauer umgeben. Militärische Verteidigung war hier wegen der Weite des Landes und seiner guten Postverbindungen entbehrlich. Trotzdem besaß die Terrasse eine lange Befestigungsmauer im Osten, die über den gesamten Berg verlief und die Stadt vor Angriffen aus dem Osten schützen sollte. Im Süden und Osten war aufgrund der Höhe der Terrasse keine Mauer nötig. Im Südwesten sind jedoch noch einige Zinnen erhalten. Gebaut wurde nicht durch Sklaven, sondern gegen Entlohnung.
Sehr beeindruckend war – neben drei Palästen mehrerer Könige – der Hundert-Säulen-Saal, vor allem aber der Audienzsaal Apadana mit 36 Säulen von knapp 20 Metern Höhe. Die Kapitelle der Säulen sind mit Stier- und Löwenmotiven verziert, den Symbolen der Könige; auch Vogelkapitelle und Keilschrifttexte in elamischer Sprache finden sich.

## Entdeckungsgeschichte
Erste europäische Reisende besuchten die Ruinen der Palastanlagen schon im Mittelalter (beispielsweise Giosafat Barbaro). Zahlreiche Reliefs wurden im Zug der Erforschungen in europäische Museen gebracht. Die ersten systematischen Ausgrabungen erfolgten von 1931 bis 1939 im Auftrag des Oriental Institute der University of Chicago durch aus Deutschland stammende Archäologen, vor allem Ernst Herzfeld, Friedrich Krefter und Erich F. Schmidt. Seit 1939 wird Persepolis von iranischen Archäologen erforscht. Ein bedeutender Teil der Grabungsdokumentationen und Fundumstände, Abklatsche von Inschriften und ein umfangreiches Fotoarchiv der Ausgrabungen von Persepolis befindet sich heute im Ernst Herzfeld Nachlass in der Freer Gallery of Art in Washington, DC.

## Beschreibung des Komplexes

### Eingangstreppe

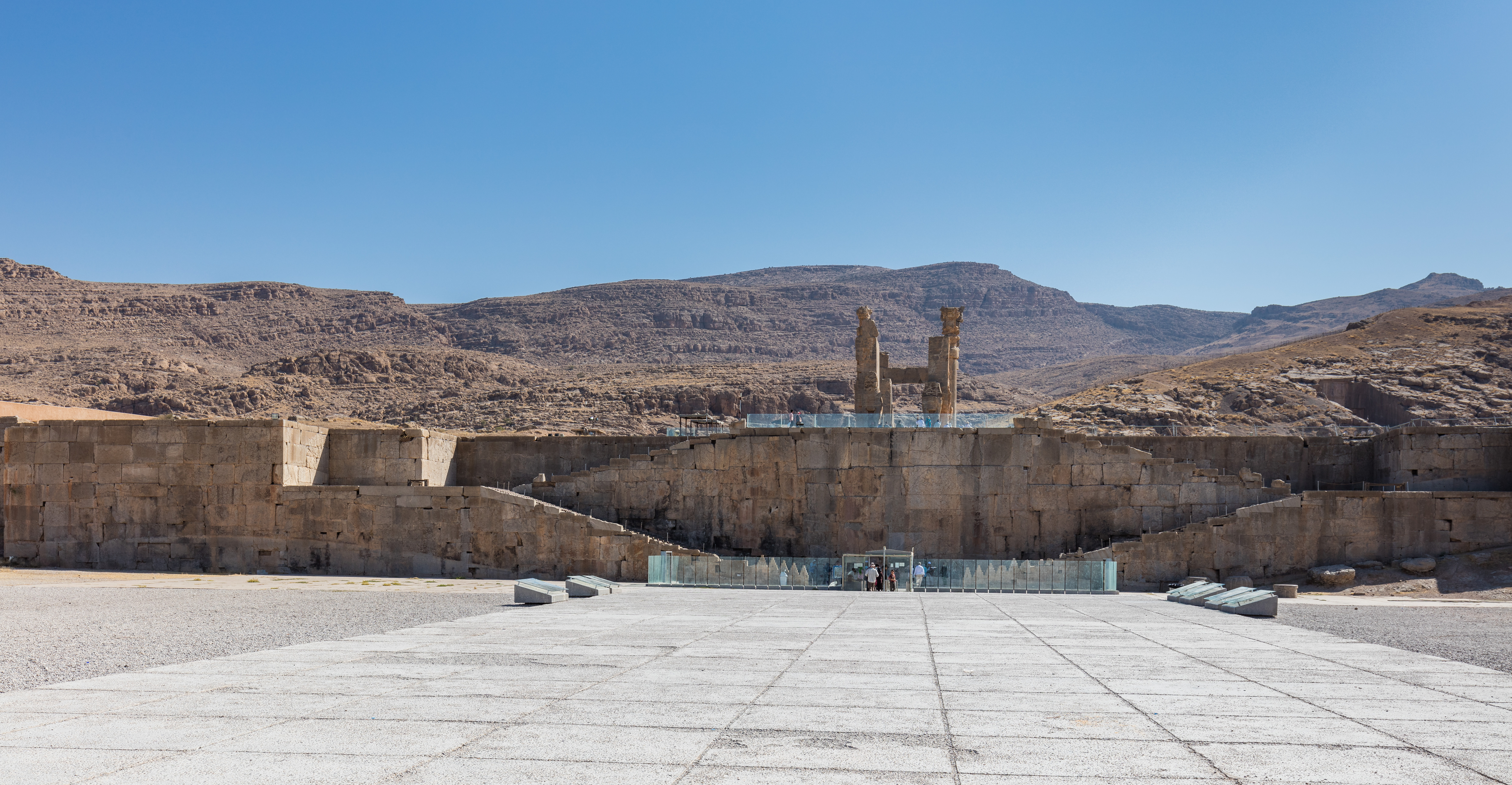
Eingangstreppe

Nahe der nordwestlichen Ecke der Terrasse befindet sich die Eingangstreppe. Auf ihrer Unterseite befindet sich ein Hof aus geschliffenen Steinen, der 10 cm höher liegt als seine Umgebung. Von dort führt eine symmetrische Doppeltreppe hinauf. Nach 63 Stufen erreichen die Treppen ein Podest, von wo der Weg 48 weitere Stufen in entgegengesetzte Richtung führt. Die Treppe überwindet somit fast 12 Meter, wobei die Stufen eine Breite von 6,9 m, eine Tiefe von 38 m und eine Höhe von je 10 cm haben. Zeitweilig sind Lasten tragende Tiere über diese Treppe in den Komplex geführt worden, es war jedoch wahrscheinlich nicht gestattet, zu Pferde über die Treppen zu reiten. Die Treppen wurden aus großen und unregelmäßigen Kalksteinen geschlagen, die man mit Klammern, jedoch ohne Mörtel, miteinander verbunden hatte. Diese Bauweise und der Schliff der Steine deuten darauf hin, dass die Treppe zur Zeit von Xerxes erbaut wurde. In den 1970er Jahren wurden von einem iranisch-italienischen Team Abnutzungs- und Verwitterungsschäden saniert.

### Tor aller Länder

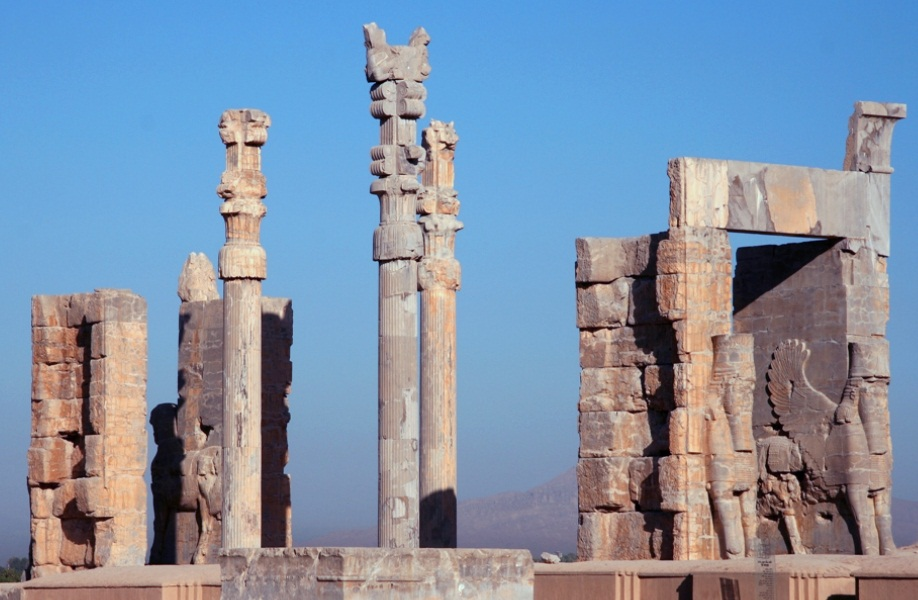
Tor aller Länder

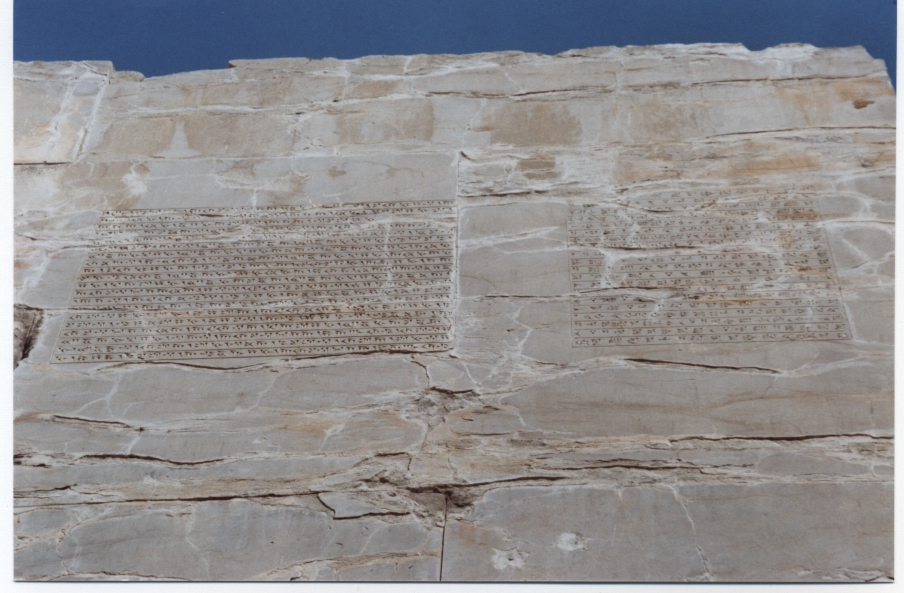
Inschriften von Xerxes

Das „Tor aller Länder“, genannt auch Tor des Xerxes, mit kolossalen menschenköpfigen Stierfiguren war ein kleiner quadratischer Palast mit einer Seitenlänge von 24,75 Metern. Er wurde größtenteils während der Herrschaftszeit von Xerxes I. gebaut und fertig gestellt. Er befindet sich etwa 22 Meter entfernt vom Rand der Terrasse und hatte eine Höhe von 18 Metern.
Die Decke des Tores aller Länder war auf vier gut 16,5 Meter hohe Säulen gestützt. Die Basis dieser Säulen war glockenförmig und hatte vertikale Kannelierungen. Auf dieser Basis lag ein Torus, ein radförmiger Stein. Darauf saß der zylinderförmige hohe Schaft mit 48 Rillen (Kannelierungen). Auf diesem Schaft befand sich der Säulenkranz in Blumenform, auf diesem Kranz wiederum saß das Kapitell in Form eines doppelköpfigen Stiers. Die Hauptbalken des Palastes lagen zwischen dem Nacken und den beiden Köpfen der Stiere. Zwei dieser Säulen stehen bis heute aufrecht. Eine weitere Säule wurde in den 1960er Jahren aus herumliegenden und beim Abriss einer später gebauten Lehmmauer gefundenen Stücken neu aufgerichtet.
Das Tor aller Länder war mit drei Portiken ausgestattet. Das Ost- und Westtor waren 10 Meter hoch und hatten eine Breite von 3,82 Metern. Der West-Portikus hatte auf jeder Seite einen sehr großen Beschützerstier ähnlich der assyrischen Tradition, jedoch mit vier statt fünf Beinen und in Bewegung dargestellt. Oberhalb dieses Beschützerstieres befinden sich zwei Inschriften in drei Sprachen, nämlich altpersisch, elamisch und babylonisch. In ihnen preist Xerxes den Gott Ahura Mazda, verkündet seine Abstammung, den Bau der Palastanlagen durch ihn und seinen Vater und bittet um Schutz für seine Stadt. Der Ost-Portikus hat auf jeder Seite Sphinxe mit Menschenköpfen, Stierkörpern, sichelförmigen Adlerflügeln, zylinderförmigen Kronen und drei paar Hörnern. Sie schauen in Richtung Osten. Der Süd-Portikus ist größer als der Ost- und West-Portikus, hat jedoch keine Verzierungen.
Die Innenseite des Tores aller Länder war ein großer Saal mit vier Säulen, in dem sich eine schwarze Steinbank für wartende königliche Besucher befand. Die Innenwände waren mit farbigen Kacheln ausgestattet, die Rosetten, Palmen und andere Verzierungen zeigten. Einige davon sind erhalten geblieben und befinden sich heute im Lager von Persepolis. Die Tore waren aus Holz, das wahrscheinlich mit kostbaren Metallplatten verkleidet war. Im unteren Teil der Holztore waren kleinere Türen eingebaut. Der Zweck dieses Gebäudes lag darin, einen Wartesaal für die Vertreter aller unter Herrschaft Persiens stehender Völker zu sein, und alle ihre Vertreter mussten durch das Tor aller Länder schreiten, bevor sie zum Audienzpalast gehen konnten. Der Eintritt in das Tor aller Länder geschah durch das Westtor, das sich 22 Meter von der Eingangstreppe entfernt befand. Wahrscheinlich benutzten iranische Würdenträger den Ost-Portikus, um in Richtung Hundert-Säulen-Palast zu gehen. Alle anderen Würdenträger verließen das Tor aller Länder durch den Süd-Portikus in Richtung Apadana.

### Astronomie

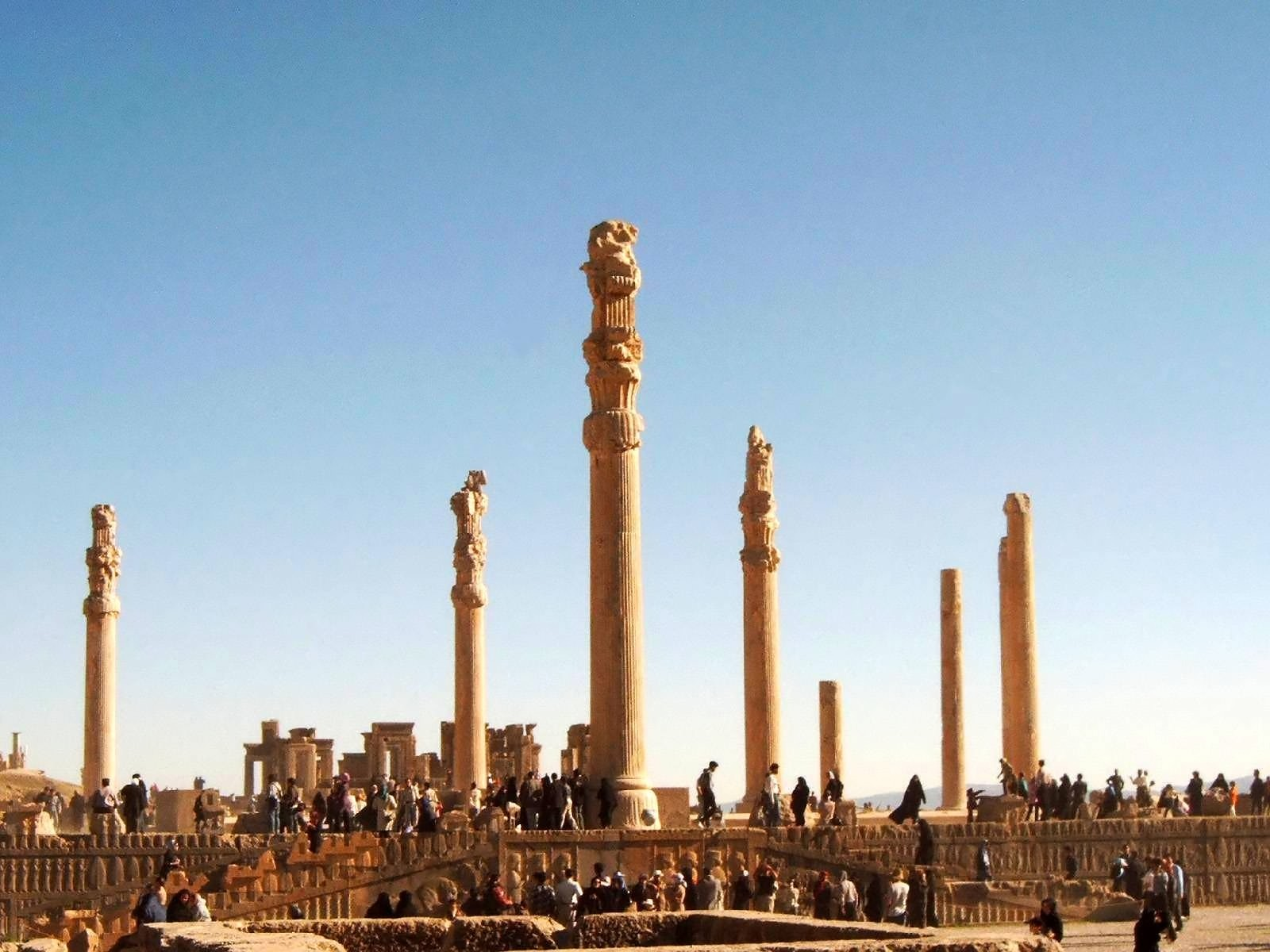
Persepolis, der Palast des Dareios, 2005

Die Lage und Ausrichtung zum Kuh-e-Rahmat scheint sorgfältig gewählt zu sein: Am Äquinoktium (21. März), dem Termin des persischen Neujahrsfestes, fällt das morgendliche Sonnenlicht durch das „Tor aller Länder“ (doch war wegen des Berges eine Schneise nötig). Die Archäoastronomie vermutet noch weitere kalendarische Funktionen der Anlage. Sie präsentiert sich nach mehreren Himmelsrichtungen – ist aber westlich dominiert, obwohl eigentlich Richtungen nach Sonnenaufgang zu erwarten wären. Das „Tor aller Länder“ wurde von Xerxes I. nach seiner Thronbesteigung erbaut, der den Hauptzugang zur Palastanlage vom Süden in den Westen verlegte und dafür eine doppelläufige Treppe bauen ließ.

### Apadana

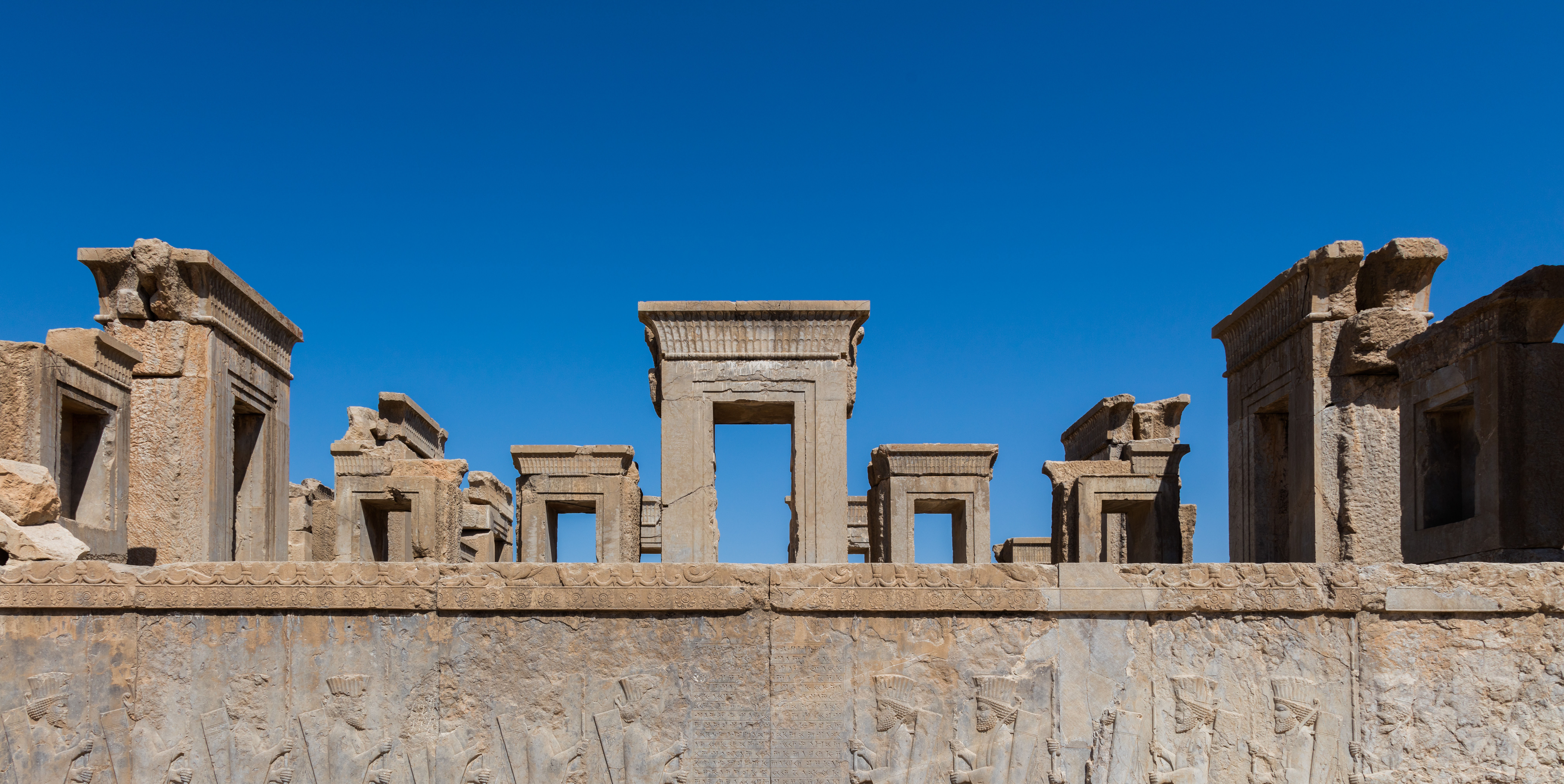
Palast von Dareios I. (522–486 v. Chr.), Teilansicht von Süden, 2016

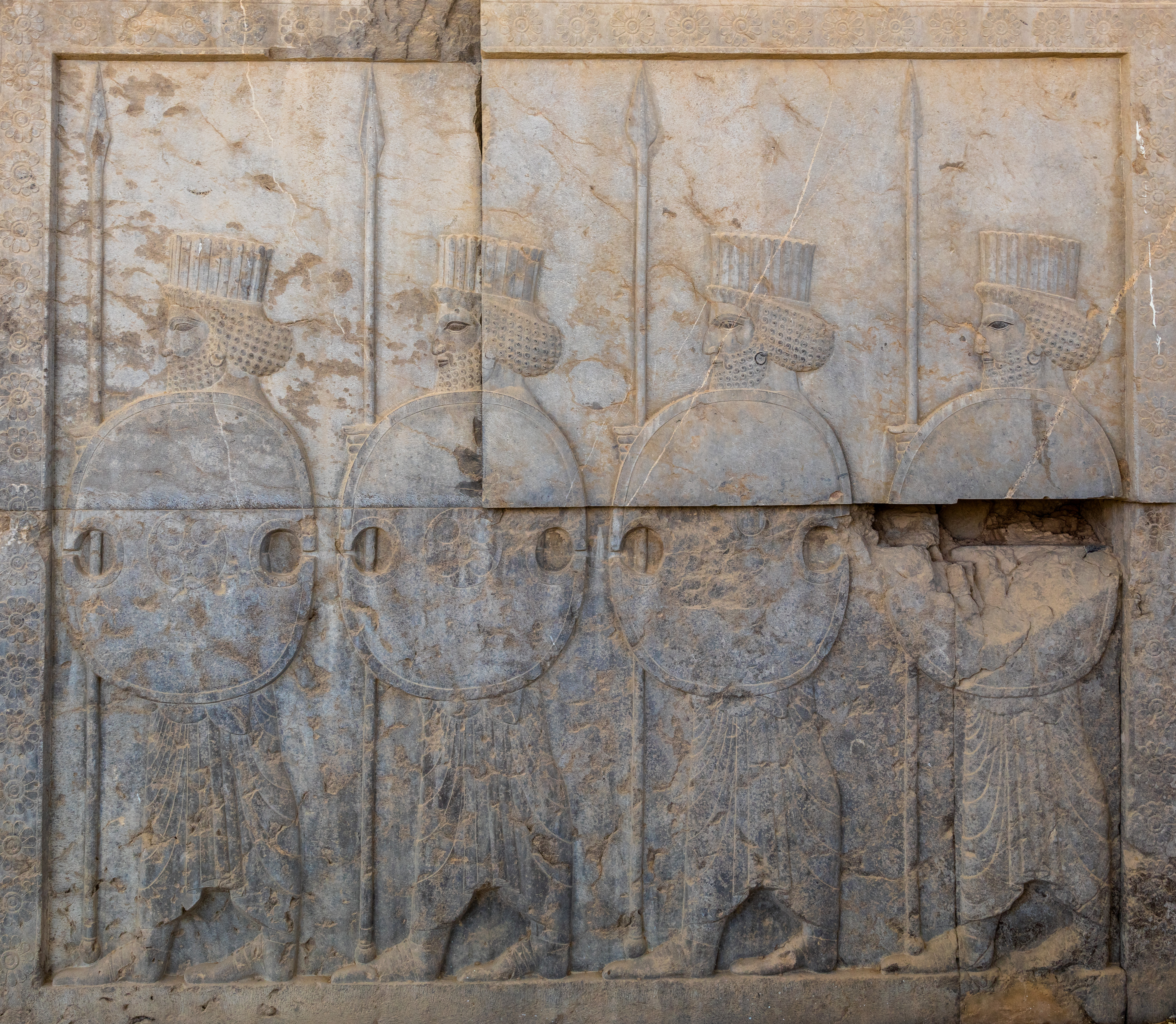
Nördlicher Treppenaufgang zur Apadana (Reliefdetail)

Der größte Palast in Persepolis ist der Apadana-Palast, der von Dareios I. um 515 v. Chr. erbaut und von den Nachfolgern erweitert wurde. Besonders Xerxes I. ließ zahlreiche Änderungen am Apadana, der großen Audienzhalle, vornehmen. Er verlegte aufgrund des neuen Hauptzugangs von Persepolis vom „Tor aller Länder“ auch den Haupteingang des Palastes vom Osten in den Norden. Dafür wurde extra ein neuer Portikus errichtet. Xerxes I.  ließ anschließend das große „Schatzhaus-Relief“, auf dem unter anderem er als Prinz und sein thronender Vater Dareios abgebildet waren, entfernen und ins sogenannte Schatzhaus bringen, in dem auch Handwerker-Werkstätten untergebracht waren. Ersetzt wurde das Relief durch acht persische Soldaten. Der Apadana-Palast beinhaltete außerdem den Thron des Königs. Die Geschenkträger-Delegationen der Länder, die zum persischen Reich gehörten, sind am Ostportikus des Apadana-Palastes besonders fein ausgearbeitet. Zu sehen sind die Stellvertreter der Völker, wie sie dem Perserkönig Geschenke bringen. Auffällig ist dabei, dass in ganz Persepolis Kampfhandlungen gänzlich fehlen. Auch die Geschenkträger-Delegationen werden „händehaltend“ abwechselnd von persischen und medischen Hofbeamten zum König geleitet.
Der „Dareios-Palast“ ist der besterhaltene Palast in Persepolis. Hier sind die riesigen Tür- und Fensterrahmen noch deutlich zu erkennen. Grund für den guten Zustand dieses Palastes ist höchstwahrscheinlich, dass die Grundstruktur überwiegend aus massiven Steinblöcken errichtet worden ist. Sie sind mehrere Tonnen schwer, die Reliefs auf den Innenseiten der Türrahmen noch relativ gut erhalten.
Die westliche Treppenanlage am Palast des Dareios wurde zwischen 359 und 338 v. Chr. errichtet.
Über die „Straße der Armee“ gelangt man zum im Osten von Persepolis liegenden Palast von Xerxes I., dem „Hundert-Säulen-Saal“. Den Namen erhielt der Palast durch die Tatsache, dass das Dach der Halle von einhundert Säulen getragen wurde. Heute steht jedoch keine mehr davon. Im Hundert-Säulen-Saal wurden die meisten Spuren eines Feuers gefunden, verbrannte Materialien sind im Museum ausgestellt. Dies ist insofern nicht verwunderlich, da Alexander der Große Persepolis in Brand setzen lassen hatte.
Während die fast 15 Hektar große Plattform nur ein einziges Königsgrab enthält, sind die anderen einige Kilometer weiter in einer steilen Felswand untergebracht, dem Naqsch-e Rostam. Zu den Grabkammern von Artaxerxes II. und Artaxerxes III. führt nur ein steiler Aufstieg. Das Innere wurde früh geplündert und enthält keine Reliefs (mehr). Außen sind jedoch Teile der Leibwache aus den „10.000 Unsterblichen“ der Garten des Königs zu erkennen, der Eliteeinheit des persischen Reiches, die ausschließlich aus Persern bestand, deren Zahl bei einem Verlust immer wieder ergänzt wurde.

### Reliefs der Apadana

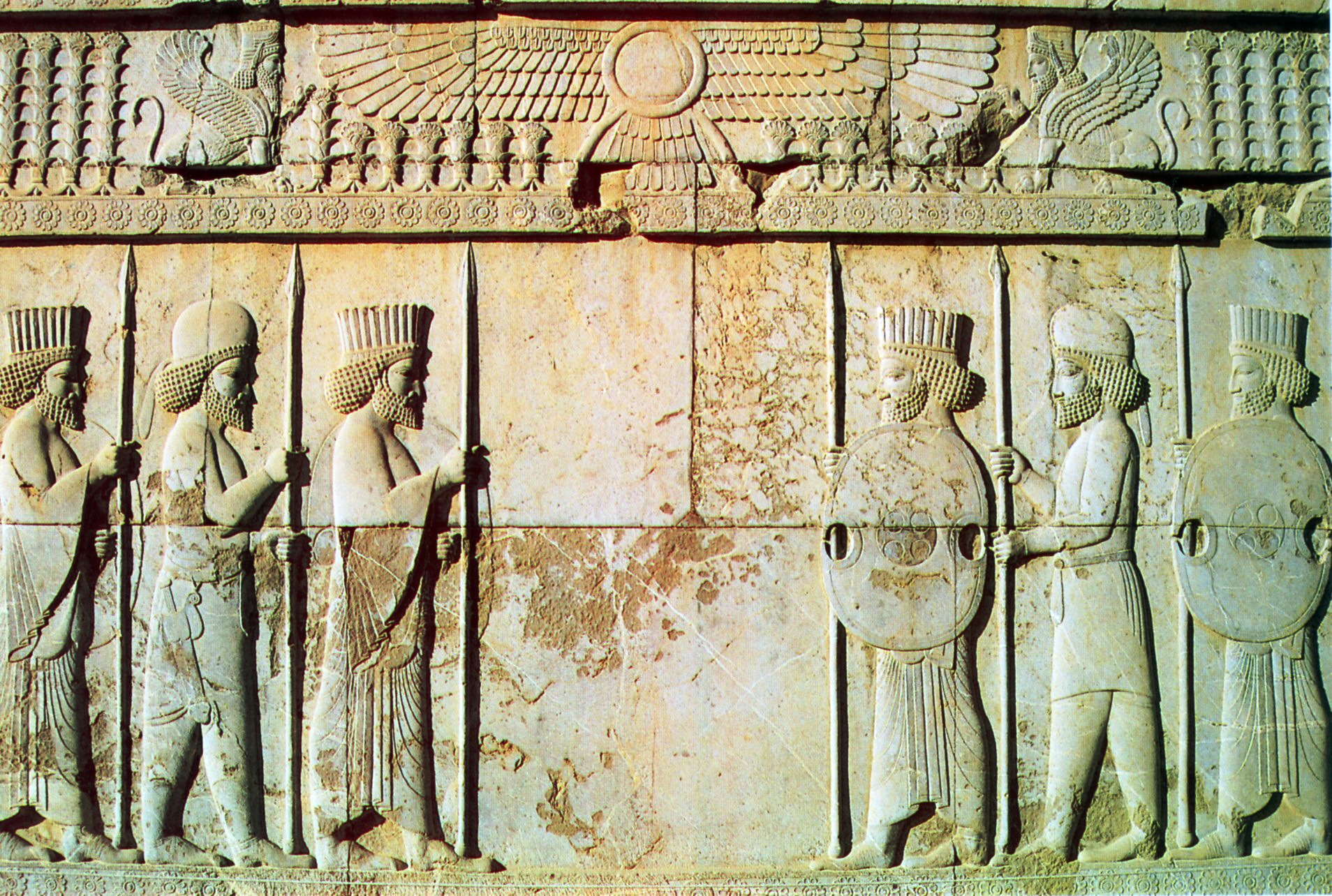
Apadana-Halle. Oberer rekonstruierter Teil mit Geflügeltem Symbol bewacht von Lamassus.

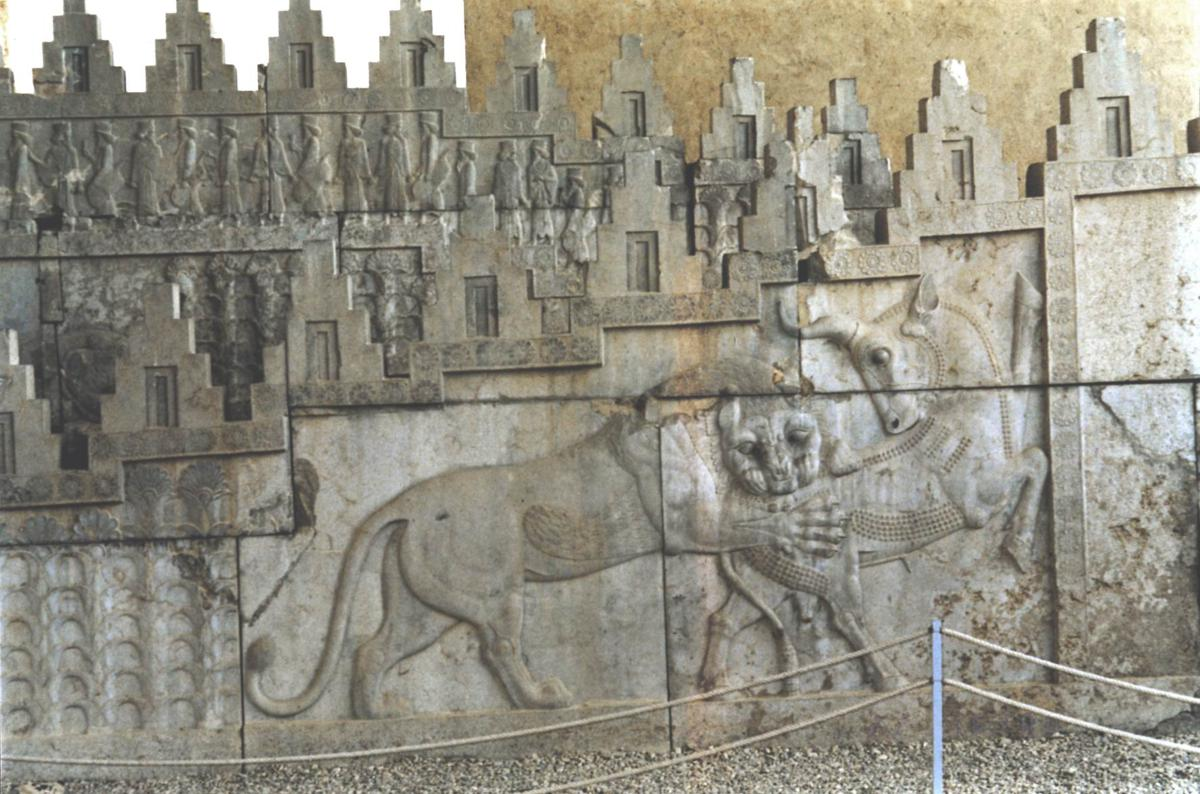
Basrelief auf der vorderen Treppe des Palastes

Der nördliche sowie der östliche Seitenaufgang zur Apadana sind mit diversen wunderbaren Reliefs geschmückt, deren qualitativ hochwertige Steine aus Kalk den vernichtenden Brand großteils überstanden haben. Die Darstellungen auf beiden Aufgängen sind sich sehr ähnlich und weichen lediglich in wenigen Punkten voneinander ab, von der Nord-Ost-Ecke ausgehend sind die Motive punktsymmetrisch an den Fassaden angebracht. Ob die Unterschiede zwischen den beiden Aufgängen chronologischen Ursprungs sind oder durch die gleichzeitige Arbeit verschiedener Handwerkergruppen verursacht sind, bleibt umstritten.
Im Folgenden sollen die Darstellungen ausgehend von der Nord-Ost-Ecke der Apadana als zentralem Ausgangspunkt beschrieben werden. Die Reliefs auf den nächstgelegenen Aufgängen zeigen in drei Registern angeordnete Soldaten, hohe Würdenträger sowie Wagenlenker und an Zügeln geführte Pferde. Die jeweils vorgelagerten mittigen Aufgänge wiesen ursprünglich jeweils ein eine Audienzszene zeigendes Relief auf. Diese wurden vermutlich zur Zeit Artaxerxes I. durch „antithetisch“ angeordnete Soldaten ersetzt (siehe Foto rechts), die alten Reliefplatten wurden in das Schatzhaus verbracht. Die äußeren Aufgänge zeigen in langen Reihen Delegationen von 23 Völkern, die in unterschiedlich großen Gruppen dargestellt sind. Darunter befinden sich Meder, Bewohner von Babylonien, Arabien und Ägypten, ferner Griechen, Skythen und Inder – kenntlich an ihrer Tracht sowie typischen Gesten, Gefäßen und Waffen, mit denen sie dem König die Gaben ihrer Länder zum Neujahrsfest bringen. Es finden sich zum Beispiel lange Faltengewänder aus Assyrien, einige Inder mit fein gewebten Überwurfmänteln oder Syrer mit Leibrock und Stola. Die Gabenbringer einer Gesandtschaft aus dem bereits von Kambyses eroberten Äthiopien tragen als Geschenk unter anderem Elefantenstoßzähne.

### Hundert-Säulen-Palast

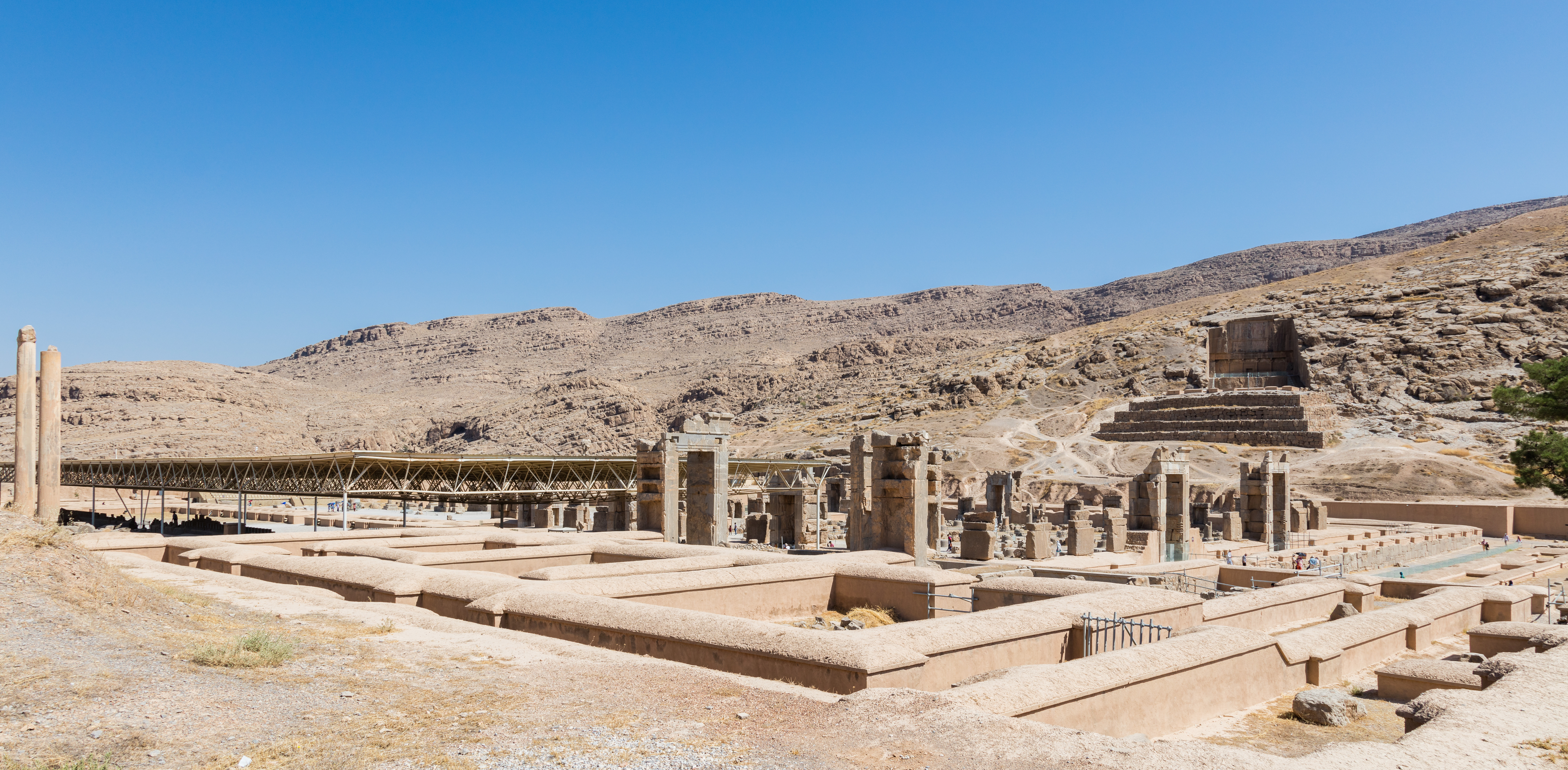
Blick aus Norden über den Hundert-Säulen-Palast

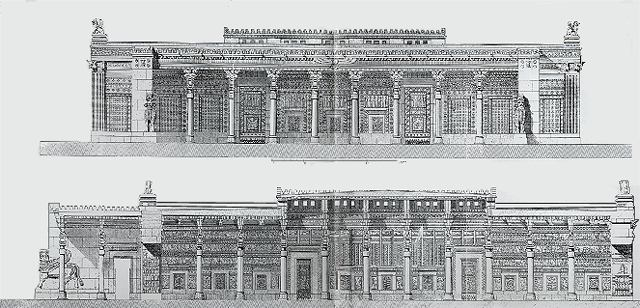
Rekonstruktion des Palastes durch Charles Chipiez (1884)

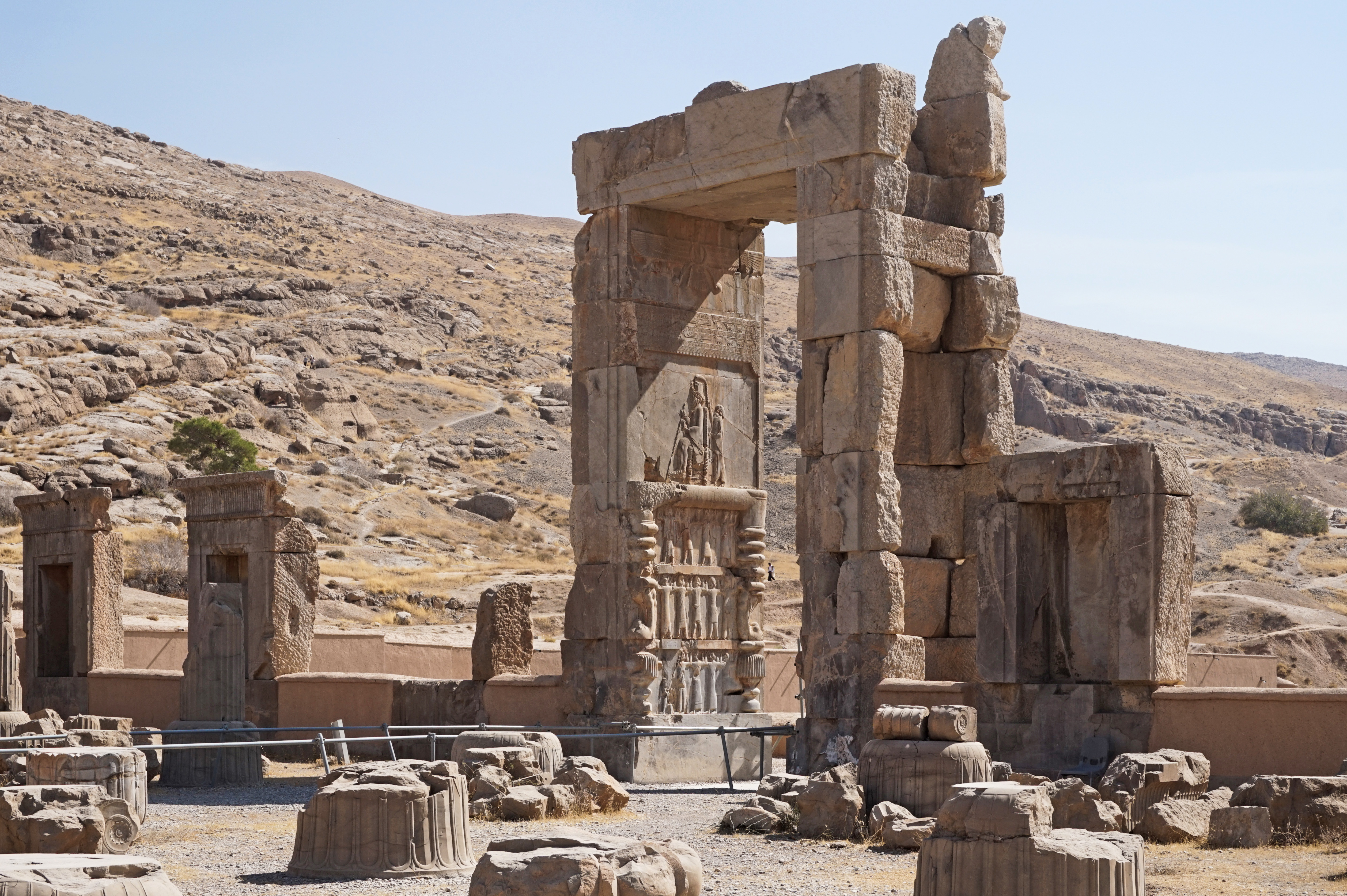
Die Hälfte der insgesamt 28 Thronträger am Südtor des Hundert-Säulen-Palasts

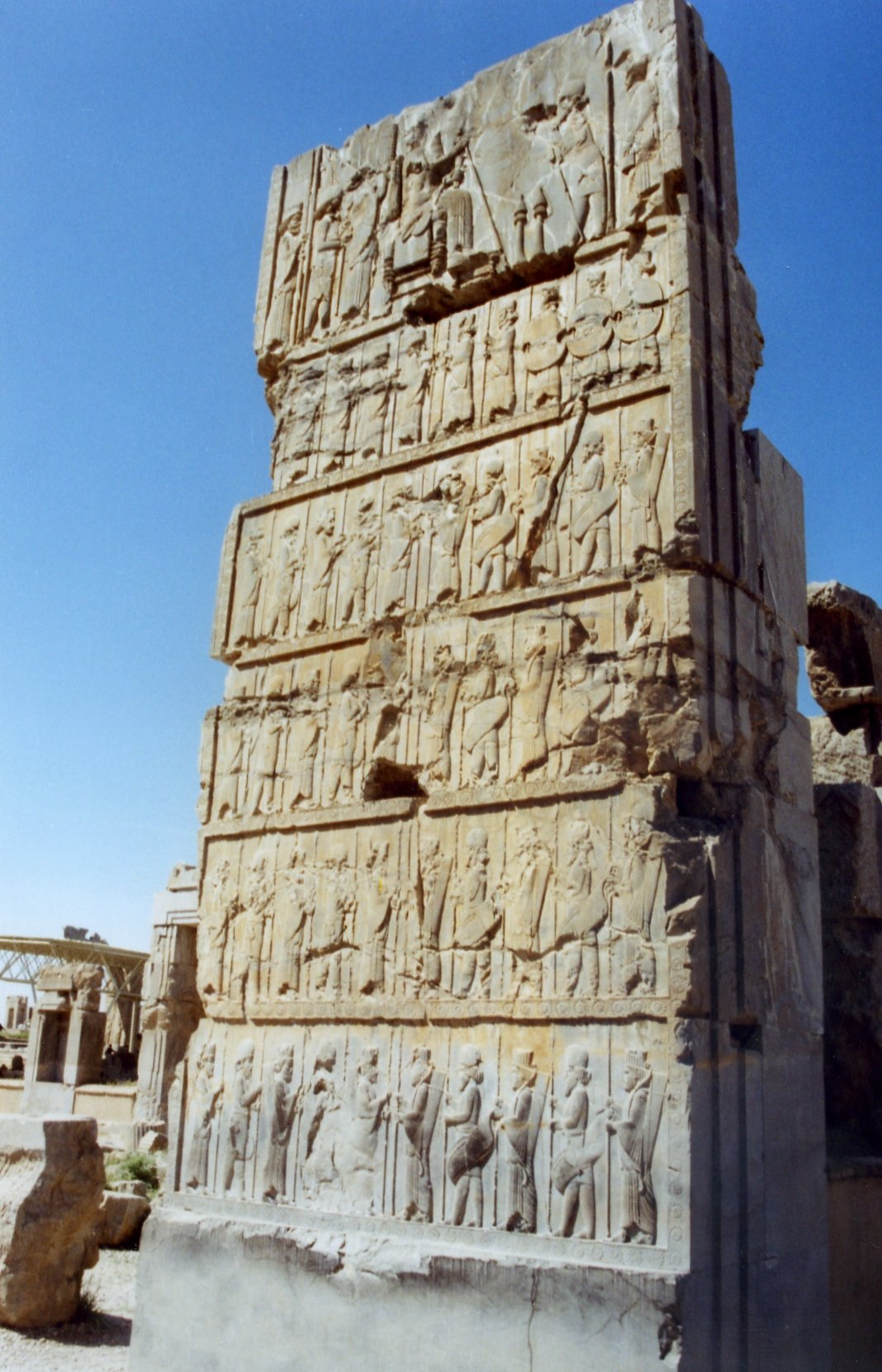
Relief am Portal eines Südtores des Hundert-Säulen-Palastes mit der persischen Leibgarde des Großkönigs

Der Hundert-Säulen-Palast war der zweitgrößte Palast in Persepolis. Sein Zentralsaal („Hundertsäulensaal“, quasi das Büro der Hofbeamten) hatte Abmessungen von 68,5 Metern Breite und 68,5 Metern Länge, was ihn zum größten Saal der alten Welt machte; auch der Zentralsaal der Apadana war kleiner. Die Decke des Hundert-Säulen-Palastes wurde von 100 Säulen getragen, die in zehn Reihen zu je zehn Säulen angeordnet waren. Eine Steintafel, die Ernst Herzfeld in der Südostecke des Palastes gefunden hat, berichtet, dass der Bau des Palastes im Jahre 470 v. Chr. unter Xerxes I. begann und um 450 v. Chr. unter Artaxerxes I. abgeschlossen wurde. Der Brand, den Alexander der Große nach der Eroberung Persiens legen ließ, war so heftig, dass vom Palast nur noch die Basen der Säulen und die Torportale erhalten sind; sie wurden unter einer drei Meter dicken Schicht von Zedernholz-Asche und Erde freigelegt.
Die Säulen des Palastes bestehen aus einer glockenförmigen Basis, einem runden Torus und einem kannelierten Schaft, auf dem vielgestaltige Blattkränze sitzen. Ganz oben befinden sich Kapitelle mit doppelköpfigen Stierprotomen. Zwei erhaltene Kapitelle befinden sich seit den 1930er Jahren in Chicago.
Die Portale der beiden Nordtore zeigen vier Mal die gleiche Audienzszene mit dem auf dem Thron sitzenden König, einem Meder, der dem König Bericht erstattet, einem Höfling mit Fliegenwedel, einem Waffenträger und persischen Wächtern. Der Baldachin, unter dem sich die Szene abspielt, trägt das geflügelte Rind als Symbol der iranischen Herrschaft, flankiert von Stieren und brüllenden Löwen. Unterhalb der Szene sind fünf Reihen von Soldaten abgebildet. Die West- und Osttore sind deutlich kleiner als das Nordtor. Ihre Portale zeigen den König, wie er mit einem geflügelten Löwen bzw. mit einem Stier und einem brüllenden Löwen kämpft. Diese Reliefs ähneln jenen im Darius-Palast und im Xerxes-Harem. Die Portale der Südtore tragen Reliefs, die darstellen, wie König Artaxerxes I. auf seinem Thron in den Palast getragen wird. Das oberste Feld der Reliefs zeigt den König auf dem Thron sitzend. Hinter ihm steht ein Eunuch mit Fliegenwedel und Schweißtuch in den Händen. Unter diesem Relief befinden sich jeweils vierzehn Thronträger, so dass sich für das ganze Tor 28 Thronträger ergeben. Die Thronträger sind bezüglich Anordnung und ihrer Trachten identisch mit den Thronträgern am Osttor des Tripylon. Da die keilschriftlichen Bezeichnungen für die einzelnen Völker fehlen, wie es für das Grab von Dareios I. in Naqsch-e Rostam (Inschrift DNa) und für dasjenige von Artaxerxes III. in Persepolis (Inschrift A3Pb) der Fall ist, ist es schwierig, die einzelnen Völker zu identifizieren.
Die Blickrichtung des Königs auf den Reliefs legt nahe, dass die Südtore den Eingang und die Nordtore den Ausgang bildeten. Anders als die Apadana dürfte der Hundert-Säulen-Palast den Heeresführern des Reiches vorbehalten gewesen sein.
Östlich des Hundert-Säulen-Saales wurde der Palastküchentrakt in der letzten Bauphase von Persepolis angebaut.

### Weitere archäologische Reste

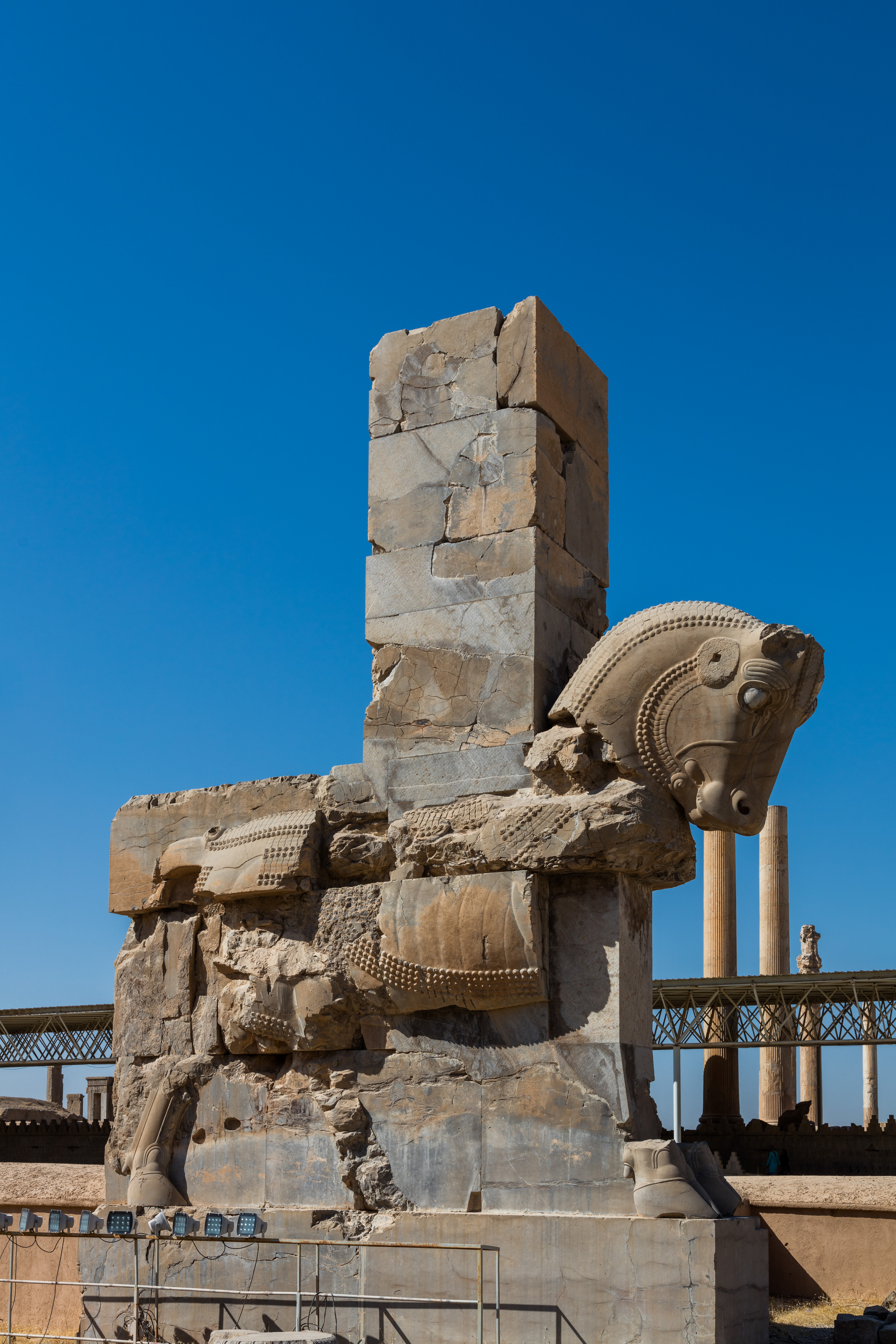
Säule

Ein Gutes hat der Brand bewirkt: Durch das Feuer wurden etwa 30.000 Tontafeln gehärtet und blieben über 2.500 Jahre bestens erhalten. So können heutige Archäologen viele Details nachlesen, bis hin zur Buchhaltung der Stadtverwaltung.
Teile des Palastareals wurden offenbar schon vor Dareios I. geplant. Der dritte, 36 Jahre regierende Achämeniden-König ließ sich auch einen reich ausgestatteten Winterpalast im wesentlich milderen Klima von Susa errichten und eine Fernstraße mit 22 Poststationen im Abstand von 24 km herstellen. Susa liegt 400 km westlich, bei der heutigen Großstadt Abadan nahe der irakischen Grenze. Auch hier ist der größte Teil zerstört, ebenso wie die erste altpersische Residenz Pasargadae nahe Persepolis.
Außerdem konnte durch die Tontäfelchen bewiesen werden, dass Persepolis nicht durch Sklaven erbaut worden ist. Viele der Tontäfelchen enthalten Notizen über Essensrationen und Vergütungen der Arbeiter, welche aus dem ganzen Land extra für dieses Riesenprojekt nach Persepolis bestellt worden waren. Der Grundlohn bestand aus ca. 30 Litern Gerste im Monat, dadurch konnte täglich etwa 1 Pfund Brot gebacken werden. Zusatzrationen wurden bei besonderen Anlässen oder gut verrichteter Arbeit verteilt, in Form von kleineren Mengen von Fleisch oder Wein.

### Umgebung

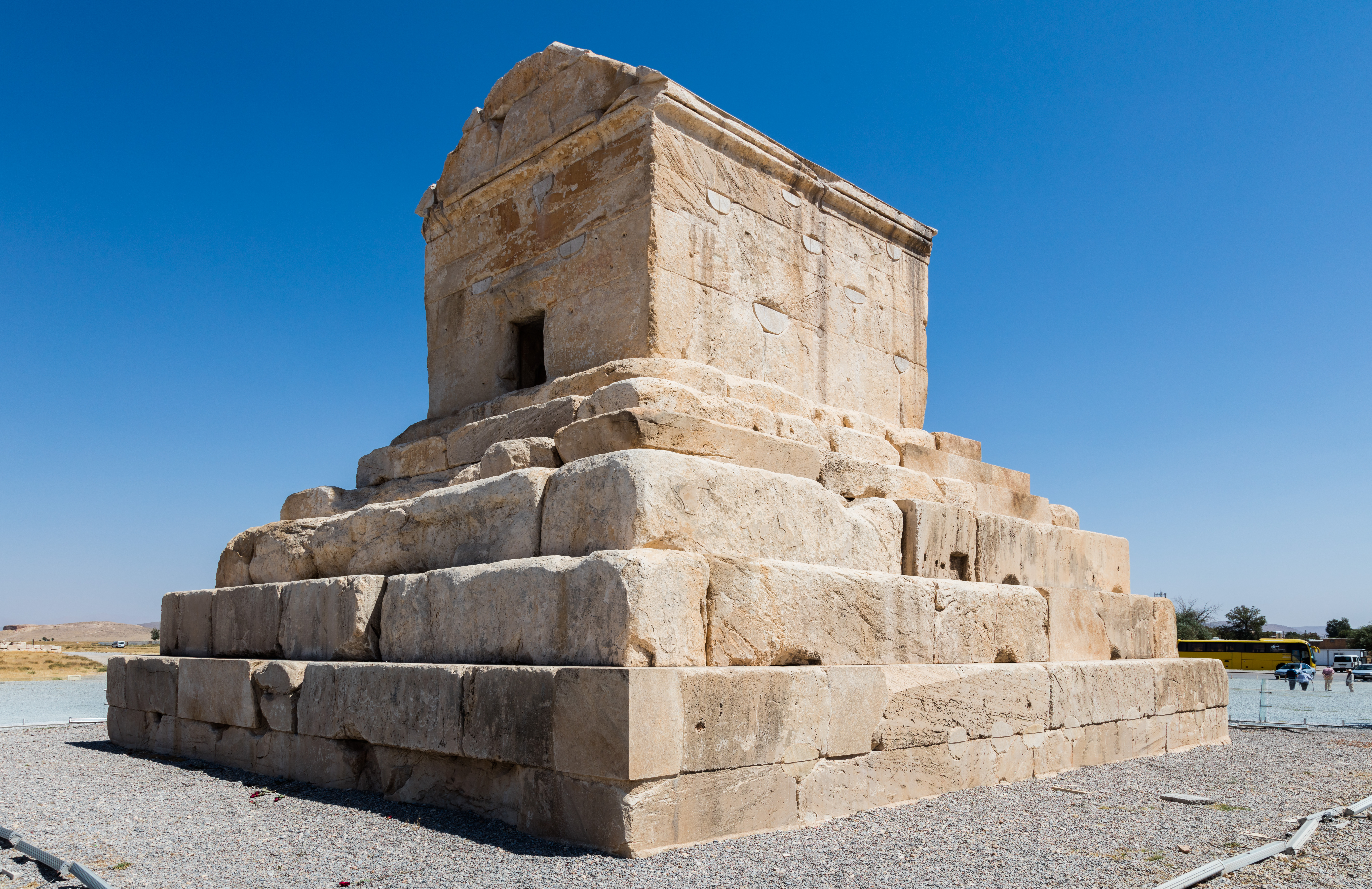
Die Grabstätte Kyros’ II. des Großen in Pasargadae

Kaum 4 km nördlich von Persepolis befindet sich Naqsch-e Rostam mit einer Galerie von vier Felsgräbern, die auf die Könige Dareios I. (522–485 v. Chr.), Xerxes I. (485–465 v. Chr.), Artaxerxes I. (464–425 v. Chr.) und Dareios II. (425–405 v. Chr.) zurückgehen. Ähnlich den beiden Großgräbern in Persepolis sind auch diese Gräber in senkrecht abfallende Wandfluchten hineingemeißelt worden.

## Chronologie
- 520 v. Chr.: Erste Planungen der Anlage unter Dareios I.
- 330 v. Chr.: Alexander der Große lässt die Stadt Persepolis und Teile der Palaststadt in Brand setzen (Archäologische Funde bestätigen, dass lediglich die Gebäude, die Xerxes I. errichtet hatte, brannten, was die Darstellung Arrians wahrscheinlicher macht.)
- um 100 bis 632: Die Stadt Istachr wird aus dem Material von Persepolis erbaut. Sie wird Residenz der Sassaniden bis zu ihrer Zerstörung durch ʿUmar ibn al-Chattāb. Danach wird die Region durch Schiras dominiert.
- Der Ursprung der Stätte war den arabischen Geographen nicht mehr bekannt. In mittelalterlicher Zeit hieß die Stelle Masdsched-e-Tschehel Minar („Moschee der 40 Minarette“).
- um 1680: Erstes Interesse europäischer Forschungsreisender für die Örtlichkeit
- 1931 bis 1939: Erste Ausgrabung durch das Oriental Institute der University of Chicago unter Leitung von Ernst Herzfeld, Friedrich Krefter und Erich F. Schmidt
- 1971: Anlage einer Zeltstadt aus Anlass der 2500-Jahr-Feier der Iranischen Monarchie
- 1979: Ernennung der Ruinen von Persepolis zum UNESCO-Welterbe

## Dokumentarfilme
- Persepolis – Blick in ein Weltreich. Dokumentarfilm, Deutschland 2006, 52 Min., Regie: Götz Balonier, Produktion: hr. Enthält die digitale 3D-Rekonstruktion von Persepolis durch die Architekten Wolfgang Gambke und Kourosh Afhami.
- Geheimnisvolles Persepolis. Dokumentarfilm, Deutschland 2010, 44 Min., Reihe Terra X.
- Metropolen der Antike: Persepolis. Dokumentation. ZDFinfo, abgerufen am 13. Dezember 2024 (Synchronfassung ZDF 2024. Ein Film von Angèle Berland. Unter Mitwirkung von Lloyd Llewelyn-Jones, Sébastien Gondet, Robert Rollinger, Julien Cuny, Pierfrancesco Callieri und Wouter Henkelman  44 Minuten).